# Turnia nad Białem

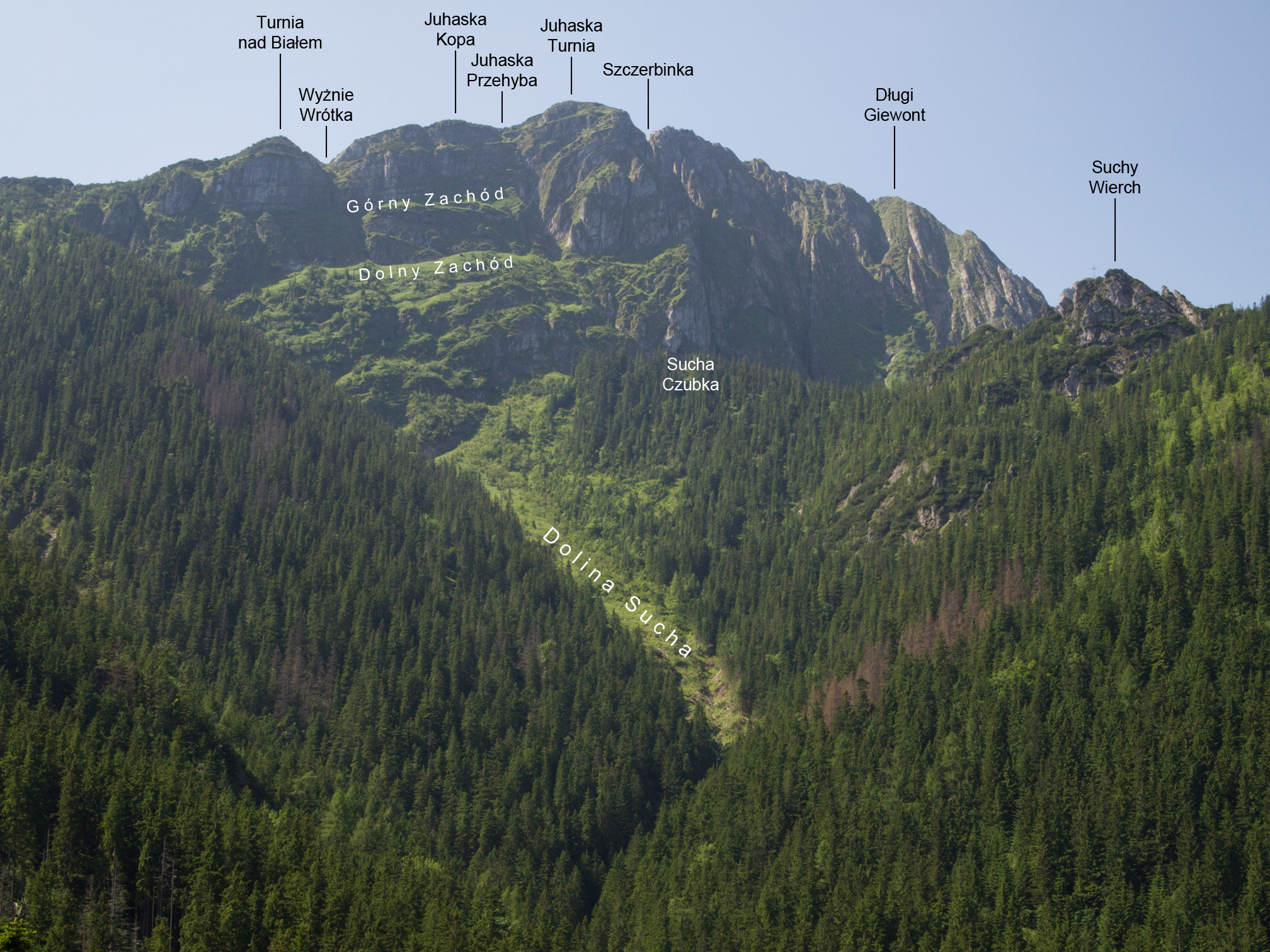
Turnia nad Białem (po lewej stronie)

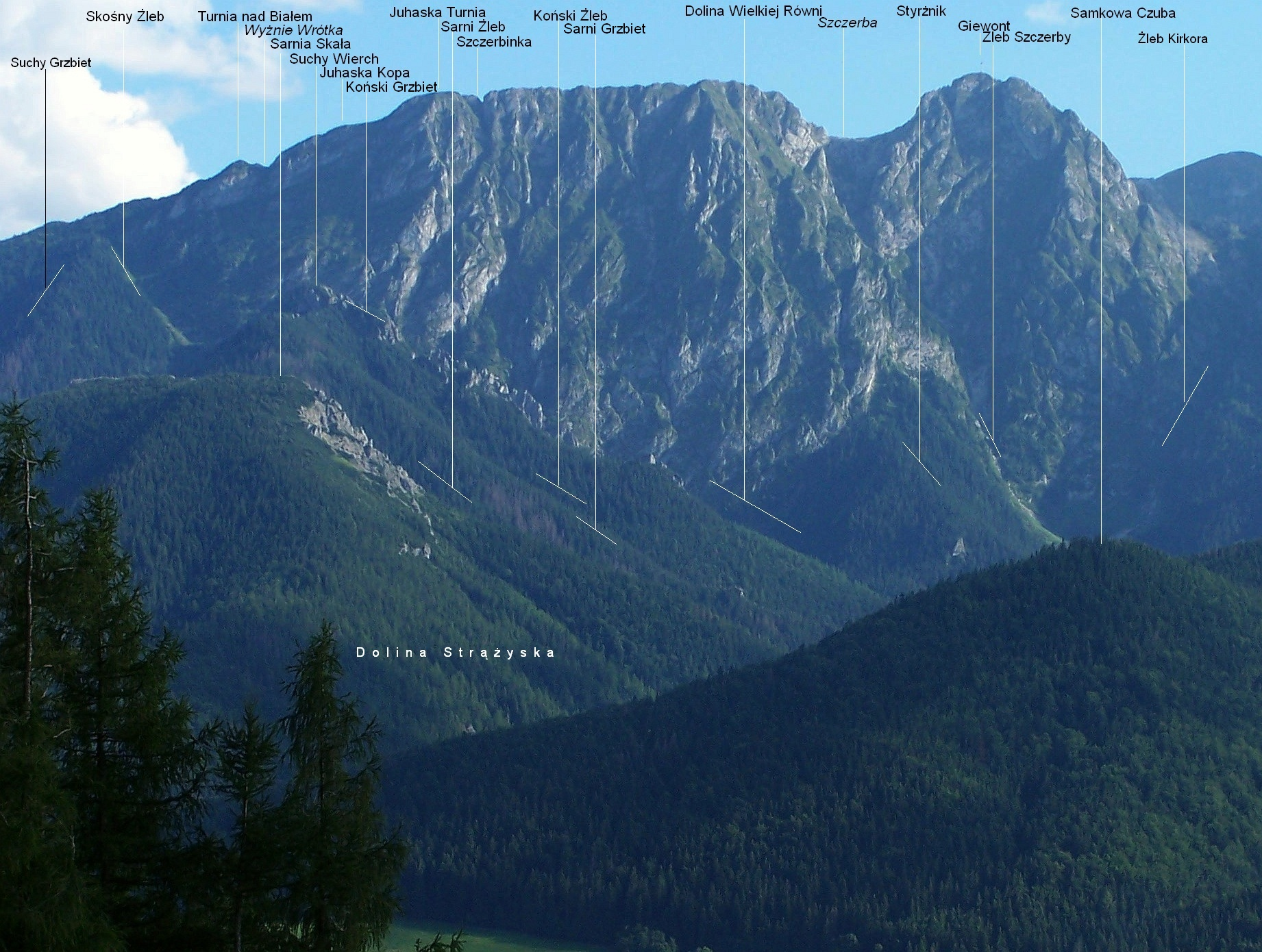
Północna ściana Giewontu

Turnia nad Białem – turnia w grani Długiego Giewontu w polskich Tatrach Zachodnich. Znajduje się we wschodniej części tej grani, stromo opadającej do Kalackiej Kopy (1592 m), pomiędzy Wrótkami (około 1580 m) a Wyżnimi Wrótkami (około 1700 m). Ta ostatnia przełęcz znajduje się tuż po zachodniej stronie Turni nad Białem, do Wrótek natomiast opada trawiasto-skalista grań o długości około 450 m.
Wierzchołek Turni nad Białem jest skalisty i zarastający niskimi kępkami kosodrzewiny. Południowe stoki opadają do Doliny Kondratowej. W linii spadku wierzchołka ciągnie się Urwany Żleb, którym w 1953 zeszła kamienna lawina, uszkadzając schronisko PTTK na Hali Kondratowej. Na północ, do Doliny Białego, opada gładka i pionowa ściana. U jej podstawy biegnie trawiasty Górny Zachód, rozpoczynający się w Skośnym Żlebie i kończący nad północną depresją Juhaskiej Przehyby.
Od wschodniej grani Turni nad Białem odchodzą na północ dwa grzbiety. Bliżej wierzchołka odgałęzia się krótki Suchy Grzbiet, oddzielający Skośny Żleb od Potarganego Żlebu. Nieco dalej odchodzi grzbiet z Zameczkami i Igłą. Grzbiet ten w swojej górnej części wznosi się pomiędzy Potarganym Żlebem po stronie zachodniej a Żlebem pod Wrótka po stronie wschodniej.
Dawniej obok Turni nad Białem prowadziły taternickie przejścia przez Długi Giewont. Opisuje je Mariusz Zaruski w opracowaniu Na bezdrożach tatrzańskich. Giewont. Obecnie jednak jest to obszar ochrony ścisłej Regle Zakopiańskie, zamknięty dla turystów i taterników.